# Stichting VCHV
De VCHV (Vereniging van Chef/Hoofdverpleegkundigen in de ambulancesector") was van 1959 tot 2001 de Nederlandse vereniging van leidinggevenden in de ambulancesector.
Oorspronkelijk opgericht door en voor hoofdverplegers bij gemeentelijke ambulancediensten, heeft de vereniging zich in de jaren 80 en 90 ontwikkeld tot een forum van alle leidinggevenden bij ambulancediensten in Nederland. 
De vereniging heeft onder meer aan de wieg gestaan van de protocollaire ambulancezorg en de opleiding voor ambulanceverpleegkundigen en chauffeurs. Ook fungeerde de vereniging als overlegplatform voor de rijksoverheid in verband met wet- en regelgeving.
In 2001 is de vereniging opgegaan in de Beroepsvereniging ambulancezorg (BVA) die in 2007 onderdeel is geworden van V&VN, de koepelorganisatie voor verpleegkundigen en verzorgenden in Nederland. Wat overgebleven is, is de stichting VCHV die sinds 1979 iedere twee jaar een ambulancesymposium en vakbeurs organiseert, waarbij ook de Ambulanceonderscheiding wordt uitgereikt. 
In 2013 heeft het bestuur officieel besloten te stoppen met het organiseren van vakbeurzen en symposia. Feitelijk zijn in 2010 de laatste activiteiten georganiseerd.
De organisatie van de ambulanceonderscheiding is overgedragen aan de werkgeversorganisatie Ambulancezorg Nederland (AZN) en de beroepsorganisatie V&VN afd. ambulancezorg.
De stichting VCHV is sinds 2013 een fonds dat activiteiten in de ambulancesector (mede) financiert tot een bedrag van maximaal €5000 per jaar.